# Municipalità di Bathurst
La municipalità di Bathurst è una local government area che si trova nel Nuovo Galles del Sud. Si estende su una superficie di 3.820 chilometri quadrati e ha una popolazione di 39.915 abitanti. La sede del consiglio si trova a Bathurst.